# Берёзовская волость (Богучарский уезд)
Березовская волость — историческая административно-территориальная единица Богучарського уезда Воронежской губернии. Волостной центр — слобода Берёзовка. Ныне территория Воробьёвского района Воронежской области России, преимущественно Берёзовского сельского поселения (бывшего Берёзовского сельсовета).

## История
В 1915 году волостным урядником был Григорий Григорьевич Шапошников, старшиной — Ульян Яковлевич Сорокин, волостным писарем — Владимир Гаврилович Караллян.

## Состав
По состоянию на 1880 год состояла из 11 поселений, 11 сельских общин, на 1900 год — 39 поселений с преимущественно украинским населением, 10 сельских обществ.
Поселения волости на 1880 год:
- Берёзовка — бывшая государственная слобода при реках Федоровка и Вшива за 295 верст от уездного города, 1886 лиц, 295 дворов, православная церковь, школа, лавка, 28 ветряных мельницы, 4 ярмарки в год.
- Банное — бывшее государственное село, 781 лицо, 90 дворов, лавка, 28 ветряных мельницы.
- Верхняя Тулучеевка — бывший государственный хутор, 614 человек, 88 дворов.
- Мужичье — бывшая государственная слобода, 1731 лицо, 250 дворов, православная церковь, 2 лавки, 30 ветряных мельниц, ежегодная ярмарка.

Поселения волости на 1890 год
- 1. слоб. Берёзовка — 211 чел.
- 2. х. Елизаветовка — 67 дв. 503 чел.
- 3. х. Васильевка — 25 дв. 207 чел.
- 4. х. Варваровка — 24 дв. 217 чел.
- 5. сельцо Александровка — 36 дв. 270 чел.
- 6. дер. Землянка — 45 дв. 355 чел.
- 7. село Банное — 141 дв. 939 чел.
- 8. сельцо Журавка — 63 дв. 412 чел.
- 9. слоб. Мужичья — 329 дв. 2217 чел.
- 10. х. Верхнее-Толучеев — 115 дв. 756 чел.
- 11. х. Николаевка — 1 дв. 2 чел.
- 12. х. Дудецкий — 1 дв. 4 чел.

## Население
На 1880 год население — 7069 человек (3567 мужского пола и 3502 — женской), на 1900 год — 7248 (3626 мужского пола и 3622 — женского).

## Инфраструктура
Основа экономики — сельское хозяйство.
На 1880 год — 985 дворовых хозяйств, на 1900 год — 54 здания и учреждения, 1056 дворовых хозяйств.
|                       | Площадь, десятин | В том числе пахотной, дес. |
| --------------------- | ---------------- | -------------------------- |
| Сельских общин        | 9561             | 8995                       |
| Частной собственности | 16586            | 5305                       |
| Другой собственности  | 159              | 159                        |
| В общем               | 26306            | 14 тыс. 459                |